# زين العابدين الضبيبي
زين العابدين الضبيبي (1989-)شاعر يمني.

## المناصب التي تولاها
1. رئيس ومؤسس مؤسسة فكر للثقافة والتنمية. منظمة مجتمع مدني.
2. يعمل نائباً للسكرتير الصحفي بديوان عام وزارة الثقافة. ومديراً لمكتب رئيس المجمع العلمي اللغوي.
3. عمل مذيعا في إذاعة صوت اليمن معداً ومقدماً لبرنامج أبجدية الروح اليومي.
4. عمل محرراً ثقافياً في صحيفة الحرة منذ انطلاقها حتى توقفها.
5. عضو اتحاد الإدباء والكتاب اليمنيين.
6. عضو مؤسسة الإبداع للثقافة والأدب والفنون.
7. ناشط ثقافي واعلامي وعضو مؤسس لعدد من المنتديات الثقافية والأدبية
8. رئيس اللجنة الإعلامية المنظمة أوتاد لمكافحة الفساد

## الجوائز والأوسمة
1. حصل على العديد من الجوائز منها جائزة الدولة للمبدعين الشباب للعام 2013م
2. جائزة شاعر اليمن الكبير الدكتور عبد العزيز المقالح 2015م
3. درع مهرجان الشعر العربي الثاني الباحة 2013م
4. درع مهرجان قرطاج الشعري تونس 2019م
5. شارك في العديد من المهرجانات الثقافية العربية، في كلاً من: دمشق والرياض قطر وتونس والقاهرة

## مؤلفاته
1. ديوان قطرة في مخيلة البحر.طبعتين •
2. ديوان «توق إلى شجر البعيد» عن جائزة المقالح للإبداع الأدبي 2018 طبعتين.
3. وله ثلاثة دواوين تحت الطبع.